# Collage (musique)
Pour les articles homonymes, voir collage.
En musique, le collage (ou collage musical) est une technique dans laquelle des objets sonores ou des compositions nouvelles, y compris des chansons, sont créés à partir de collage, également connu sous le nom de musique concrète. Cela se fait souvent par l'utilisation de l'échantillonnage (sampling) (en), tandis que certains collages sonores sont produits en collant ensemble des secteurs de différents disques vinyles. Comme son cousin en arts plastiques et en arts graphiques, le collage sonore peut produire un effet complètement différent de celui des parties qui le composent, même si les parties originales sont reconnaissables ou proviennent d'une source unique. Le collage audio est une caractéristique de l'art sonore de compositeurs contemporains comme John Cage, du mouvement Fluxus, de la musique postmoderne, du hip-hop et de l'art numérique postconceptuel.

## Histoire
L'origine du collage sonore peut être retracée jusqu'aux œuvres de Heinrich Ignaz Biber, la sonate programmatique Battalia (1673) et de Mozart avec l'opéra Don Giovanni (1789), ainsi que certains passages des symphonies de Mahler en tant que collage, mais les premiers collages pleinement développés apparaissent dans quelques œuvres de Charles Ives, dont la pièce Central Park in the Dark (1906) crée le sentiment d'une promenade dans la ville en superposant plusieurs mélodies et citations distinctes.
Les formes et procédures traditionnelles antérieures telles que le quodlibet, le medley, le potpourri et la centonisation diffèrent du collage en ce sens que les divers éléments qui les composent sont conçus pour s'intégrer harmonieusement les uns aux autres, alors que dans un collage, les différences de tonalité, de timbre, de texture, de mesure, de tempo ou autres sont importantes pour préserver l'individualité des éléments constitutifs et donner l'impression d'un assemblage hétérogène. Ce qui faisait de leur technique un véritable collage, cependant, était la juxtaposition de citations et de mélodies sans rapport, soit en les superposant, soit en passant de l'une à l'autre dans une succession rapide.
Un premier exemple documenté de collage sonore créé en tant que musique électronique est Wochenende (en français, Weekend), un collage de mots, de musique et de sons créé par le cinéaste et artiste médiatique Walter Ruttmann en 1928. Plus tard, en 1948, Pierre Schaeffer a utilisé les techniques de collage sonore pour créer la première pièce de musique concrète, Étude aux chemins de fer, qui a été assemblée à partir d'enregistrements de trains. Schaeffer a créé cette pièce en enregistrant des sons de trains sur plusieurs disques vinyles, dont certains étaient dotés de rainures de verrouillage leur permettant de jouer en boucle. Il a ensuite installé plusieurs platines dans son studio, ce qui lui a permis de déclencher et de mélanger les différents sons de train en fonction des besoins.
Selon la théoricienne de la musique Cristina Losada, le troisième mouvement de la Sinfonia de Luciano Berio est souvent considéré comme « le prototype d'un collage musical ». Dans un essai écrit en 1937, John Cage a exprimé son intérêt pour l'utilisation de matériaux sonores extra-musicaux et en vint à faire la distinction entre les sons trouvés, qu'il appelait noise, et les sons musicaux, dont les exemples comprenaient : la pluie, les parasites entre les chaînes de radio, et « un camion à cinquante miles à l'heure ». Cage a commencé en 1939 à créer une série d'œuvres de sons trouvés qui exploraient ses objectifs déclarés, la première étant Imaginary Landscape #1 (en) pour des instruments comprenant deux platines tourne-disques à vitesse variable avec des enregistrements de fréquence.
D'importants collages sonores modernes ont été créés par Pierre Schaeffer et le Groupe de Recherches Musicales. Dans les années 1950 et au début des années 1960, Schaeffer, Pierre Henry, Olivier Messiaen, Pierre Boulez, Jean Barraqué, Karlheinz Stockhausen, Edgard Varèse, Iannis Xenakis, Michel Philippot et Arthur Honegger ont tous travaillé avec le collage sonore. Citons par exemple Étude I (1951) et Étude II (1951) de Boulez, Timbres-durées (1952) de Messiaen, Étude aux mille collants (en) (1952) de Stockhausen, Le microphone bien tempéré  (1952) et La voile d'Orphée (1953) d'Henry, Étude I (1953) de Philippot, Étude (1953) de Barraqué, les pièces mixtes Toute la lyre (1951) et Orphée 53 (1953) de Schaeffer/Henry, et les musiques de film Masquerage (1952) de Schaeffer et Astrologie (1953) d'Henry. En 1954, Varèse et Honegger créent Déserts et La rivière endormie. John Cage a créé sa pièce de collage influente Williams Mix (en) en 1952. Plus récemment, George Rochberg a utilisé le collage dans Contra Mortem et Tempus et Symphony No. 3. Dans les années 1980, Minóy a réalisé de nombreuses compositions de paysage sonore multipistes en forme de palimpseste qui utilisaient le collage sonore.

## Collage de bande magnétique
La popularité de la bande magnétique, qui a débuté dans les années 1950, a incité divers musiciens à créer des morceaux basés sur la technique de « couper-coller » d'enregistrements préexistants. Les ingénieurs du son ont rapidement découvert que les bandes enregistrées pouvaient, en fait, être coupées et recollées dans un nouvel ordre. 

## Micromontage
Le micromontage est l'utilisation du montage sur l'échelle de temps de micro-sons. Son principal adepte est le compositeur Horacio Vaggione dans des œuvres telles que Octuor (1982), Thema (1985, Wergo 2026-2) et Schall (1995, Mnémosyne Musique Média LDC 278-1102). La technique peut inclure l'extraction et l'arrangement de particules sonores à partir d'un échantillon ou la création et le placement exact de chaque particule pour créer des motifs sonores complexes ou des particules singulières (clics). Elle peut être accomplie par le biais d'une édition graphique, d'un script, ou automatisée par un programme informatique. La synthèse granulaire incorpore de nombreuses techniques de micromontage, bien que la synthèse granulaire soit inévitablement automatisée alors que le micromontage peut être réalisé directement, point par point. « Elle exige donc une patience inhabituelle et peut être comparée aux peintures pointillistes de Georges Seurat. »

## Musique populaire
Freak Out!, le premier album de 1966 des Mothers of Invention, a fait usage de collages sonores d'avant-garde, en particulier le morceau de clôture The Return of the Son of Monster Magnet (en). Les Beatles ont incorporé le collage sonore sur leur double album éponyme de 1968 (également connu sous le nom de White Album) avec la piste Revolution 9,. Le groupe a également fait l'objet d'une enquête de la part de Uncut qui a écrit que Requia (en) de John Fahey a utilisé des soli de guitare méditatifs avec des expérimentations de collage de bandes sur Requiem for Molly.